# Mustatsaaret (ö i Norra Österbotten)
Mustatsaaret är en ö i Finland. Den ligger i sjön Pyhäjärvi och i kommunen Pyhäjärvi i den ekonomiska regionen  Nivala-Haapajärvi ekonomiska region  och landskapet Norra Österbotten, i den centrala delen av landet, 400 km norr om huvudstaden Helsingfors. Öns största längd är 60 meter i öst-västlig riktning. Notera att namnet antyder att det är fråga om flera öar.